# Püspökladány
Püspökladány is een kleine stad (város) en gemeente in het Hongaarse comitaat Hajdú-Bihar. Püspökladány telt 15 565 inwoners (2007).
De stad is een verkeersknooppunt, het is gelegen op de splitsing van weg nr 4 tussen Boedapest en Debrecen en weg nr 2 richting de Roemeense grens. Er zijn vergevorderde plannen voor de aanleg van de snelweg [[M4 (Hongarije}|M4]] die de verbinding zal leggen tussen de al gereed zijnde delen tot Abony en het deel vanaf Berettyóújfalu en de Roemeense grens.
Verder is het ook een spoorknooppunt, het stationsgebouw staat op de monumentenlijst.
In de stad is kuurbad te vinden, dit is de belangrijkste toeristische trekpleister. Verder is er een arboretum, een museum en zijn de kerken in de stad aardig om te bezoeken. Aan de rand van de stad bevindt zich een radarstation dat belangrijk is voor de burgerluchtvaart.

## Geboren
- Mátyás Szűrös (1933), president
- Tibor Dombi (1973), voetballer